# Olympische Zwischenspiele 1906/Teilnehmer (Schweden)
| Gelbes Symbol für Goldmedaillen mit stilisierten Olympischen Ringen | Graues Symbol für Silbermedaillen mit stilisierten Olympischen Ringen | Braundes Symbol für Bronzemedaillen mit stilisierten Olympischen Ringen |
| ------------------------------------------------------------------- | --------------------------------------------------------------------- | ----------------------------------------------------------------------- |
| 2                                                                   | 5                                                                     | 7                                                                       |

Schweden nahm an den Olympischen Zwischenspielen 1906 in Athen, Griechenland, mit 39 Sportlern teil. Dabei konnten zwei Gold-, fünf Silber- und sieben Bronzemedaillen gewonnen werden.

## Medaillengewinner

### Olympiasieger
| Name              | Sportart       | Wettkampf               |
| ----------------- | -------------- | ----------------------- |
| Eric Lemming      | Leichtathletik | Speerwurf (freier Stil) |
| Hjalmar Mellander | Leichtathletik | Fünfkampf               |

### Zweiter
| Name                   | Sportart       | Wettkampf                  |
| ---------------------- | -------------- | -------------------------- |
| Knut Lindberg          | Leichtathletik | Speerwurf (freier Stil)    |
| Bruno Söderström       | Leichtathletik | Stabhochsprung             |
| John Svanberg          | Leichtathletik | 5 Meilen (8047 m)          |
| John Svanberg          | Leichtathletik | Marathon                   |
| Johan Hübner von Holst | Schießen       | Schnellfeuerpistole (25 m) |

### Dritter
| Name | Sportart       | Wettkampf                  |
| --- | -------------- | -------------------------- |
| Edward Dahl | Leichtathletik | 5 Meilen (8047 m)          |
| Kristian Hellström | Leichtathletik | 1500 m                     |
| Eric Lemming | Leichtathletik | Stabhochsprung             |
| Eric Lemming | Leichtathletik | Fünfkampf                  |
| Bruno Söderström | Leichtathletik | Speerwurf (freier Stil)    |
| Vilhelm Carlberg | Schießen       | Schnellfeuerpistole (25 m) |
| Anton Gustafsson Ture Wersäll Erik Granfelt Eric Lemming Carl Svensson Axel Norling Oswald Holmberg Gustaf Grönberger | Tauziehen      | Männer                     |

## Teilnehmer nach Sportarten

### Fechten
- Emil Fick
Florett Einzel: Vorrunde
Degen Einzel: Vorrunde

- Karl Hjorth
Florett Einzel: Vorrunde

### Gewichtheben
- Carl Svensson
Einarmig, links und rechts: Fünfter

### Leichtathletik
- Thure Bergvall
Marathon: DNF

- Edward Dahl
1500 m: Vorrunde
5 Meilen (8047 m):  Dritter

- Kristian Hellström
800 m: Fünfter
1500 m:  Dritter

- Hjalmar Johansson
Standweitsprung: 19.

- Eric Lemming
Standweitsprung: 26.
Dreisprung: 13.
Kugelstoßen:  Dritter
Steinstoßen: Vierter
Diskuswurf: Vierter
Diskuswurf (griechischer Stil): k. A.
Speerwurf (freier Stil):  Olympiasieger
Fünfkampf:  Dritter

- Knut Lindberg
100 m: Sechster
Speerwurf (freier Stil):  Zweiter
Fünfkampf: Fünfter

- Axel Ljung
100 m: Vorrunde
110 m Hürden: Vorrunde
Standweitsprung: Fünfter

- Hjalmar Mellander
800 m: Vorrunde
Weitsprung: Vierter
Speerwurf (freier Stil): Vierter
Fünfkampf:  Olympiasieger

- Gunnar Rönström
100 m: Vorrunde
Hochsprung: Fünfter
Weitsprung: Siebter

- Ernst Serrander
800 m: Vorrunde
1500 m: k. A.

- Bruno Söderström
Hochsprung: Sechster
Stabhochsprung:  Zweiter
Speerwurf (freier Stil):  Dritter

- John Svanberg
5 Meilen (8047 m):  Zweiter
Marathon:  Zweiter

- Gustaf Törnros
Marathon: Vierter

### Radsport
- Andrew Hansson
Straßenrennen Einzel: DNF
1000 m Zeitfahren: Vorrunde
333,33 m Zeitfahren (Bahnrunde): 13.
5000 m Bahnfahren: Vorrunde

### Schießen
- Eric Carlberg
Freier Revolver (25 m): Elfter
Freier Revolver (50 m): 18.
Militärrevolver (20 m, Modell des Jahres 1874): 18.
Militärrevolver (20 m): 27.
Scheibenpistole (20 m): 14.
Schnellfeuerpistole (25 m): 13.
Freies Gewehr, Einzel (300 m): 29.
Militärgewehr (300 m): 28.

- Vilhelm Carlberg
Freier Revolver (25 m): 16.
Freier Revolver (50 m): 22.
Militärrevolver (20 m, Modell des Jahres 1874): 22.
Militärrevolver (20 m): 25.
Scheibenpistole (20 m): DNF
Schnellfeuerpistole (25 m):  Dritter
Freies Gewehr, Einzel (300 m): 16.
Militärgewehr (300 m): 18.

- Johan Hübner von Holst
Freier Revolver (25 m): Fünfter
Freier Revolver (50 m): Zehnter
Militärrevolver (20 m): 21.
Scheibenpistole (20 m): 19.
Schnellfeuerpistole (25 m):  Zweiter
Freies Gewehr, Einzel (300 m): 25.
Militärgewehr (300 m): 26.

### Schwimmen
- Robert Andersson
100 m Freistil: Neunter

- Hjalmar Johansson
100 m Freistil: Achter

- Harald Julin
100 m Freistil: Vorrunde
4 × 250 m Freistil: Fünfter

- Charles Norelius
1 Meile (1609 m) Freistil: DNF
4 × 250 m Freistil: Fünfter

- Nils Regnell
1 Meile (1609 m) Freistil: DNF
4 × 250 m Freistil: Fünfter

- Gustaf Wretman
1 Meile (1609 m) Freistil: DNF
4 × 250 m Freistil: Fünfter

### Tauziehen
- Dritter
Anton Gustafsson
Ture Wersäll
Erik Granfelt
Eric Lemming
Carl Svensson
Axel Norling
Oswald Holmberg
Gustaf Grönberger

### Wasserspringen
- John Andersson
Turmspringen: DNF

- Robert Andersson
Turmspringen: Siebter

- Otto Hagborg
Turmspringen: Zwölfter

- Alfred Johansson
Turmspringen: 15.

- Hjalmar Johansson
Turmspringen: Sechster

- Sigfrid Larsson
Turmspringen: 14.

- Wilhelm Lindgren
Turmspringen: 13.

- Emil Lundberg
Turmspringen: Zehnter

- Axel Norling
Turmspringen: 16.

- Gerlach Richter
Turmspringen: Elfter

- Einar Rosengren
Turmspringen: Neunter